# Egrisi
Egrisi (ეგრისი) was een middeleeuws koninkrijk in het westelijke deel van het hedendaagse Georgië, dat in Byzantium bekend was als Lazica en in Perzië als Lazistan, naar het volk van de Lazen.
Het koninkrijk bloeide tussen de 6e eeuw v.Chr en de 7e eeuw n.Chr. Het bezat een deel van het grondgebied van het vroegere koninkrijk Colchis en onderwierp het grondgebied van het hedendaagse Abchazië. Gedurende haar bestaan was het hoofdzakelijk een Byzantijns vazal-koninkrijk.
Op een punt in de vroege 4e eeuw na Chr. vestigde de christenlijke eparchie van het bisdom Pitiunt (Bitsvinta in Georgisch) zich in dit koninkrijk. De eerste christelijke koning van Egrisi was Goebaz I. In de 5e eeuw werd het christendom de officiële godsdienst van Egrisi.
De Bitsvinta-kathedraal is een van de oudste monumenten van de Georgische christelijke architectuur die door de Georgische koning Bagrat III uit het huis Bagrationi geconstrueerd werd in de vroege 10e eeuw. Het was onder Bagrat III, dat Egrisi met het oostelijke Georgische land (Iberia-Kartli) werd verenigd om zo het koninkrijk Georgië te vormen.